# Тортоман
Тортоман (рум. Tortoman) — село у повіті Констанца в Румунії. Адміністративний центр комуни Тортоман.
Село розташоване на відстані 169 км на схід від Бухареста, 38 км на північний захід від Констанци, 120 км на південь від Галаца.

## Населення
За даними перепису населення 2002 року у селі проживали 1737 осіб, з них 1735 осіб (99,9%) румунів. Рідною мовою 1735 осіб (99,9%) назвали румунську.